# Gerard van den Aardweg
Gerard J. M. van den Aardweg (Haarlem, 1936) is een Nederlands psycholoog en psychoanalyticus wiens werk vooral homoseksualiteit betreft. Daarnaast onderzoekt hij bijna-doodervaringen.
Van den Aardweg studeerde aan de Universiteit Leiden en behaalde zijn doctoraat aan de Universiteit van Amsterdam met een studie over homoseksualiteit en neurose -- het eerste Nederlandse proefschrift over homoseksualiteit. 
Van den Aardweg verwerpt de theorie dat homoseksualiteit aangeboren zou zijn. Hij stelt dat homoseksualiteit een stoornis is die in beginsel te genezen is, zij het niet gemakkelijk. Van den Aardweg is lid van de National Association for Research & Therapy of Homosexuality (NARTH), een in 1992 opgerichte organisatie die conversietherapie aanbiedt.
Sinds 1963 heeft hij een eigen psychoanalytische praktijk in Amsterdam. Van den Aardweg is gastdocent geweest aan verschillende universiteiten in het buitenland en heeft verschillende werken geschreven over zijn vakgebied. Hij is voorts actief in de pro-lifebeweging.

## Persoonlijk
Van den Aardweg is gehuwd, heeft zeven kinderen en woont in het Noord-Hollandse Aerdenhout. Hij is katholiek.

## Oeuvre
- Homofilie, neurose en dwangzelfbeklag: Een psychologische theorie over homofilie, toegelicht met een analyse van leven en werk van André Gide. Amsterdam: Polak & Van Gennep (1967; handelsuitgave van proefschrift UvA)
- On the Origins and Treatment of Homosexuality: A Psychoanalytic Reinterpretation, ISBN 9780275902339 (1985)
- The Battle for Normality: Self-Therapy for Homosexual Persons, ISBN 0898706149 (1985)
- Hongerende zielen, De Boog, ISBN 90.6257.063.1 (2009)